# Xuso Jones
Xuso Jones, właściwie Jesús Segovia Pérez (ur. 16 czerwca 1989 w Murcji) – hiszpański piosenkarz i autor piosenek.

## Życiorys

### Edukacja
W 2010 roku Jesús Segovia Pérez ukończył studia turystyczne na Uniwersytecie w Murcji. W trakcie nauki, w ramach programu Erasmus, odbył podróże do Kanady i Londynu.

### Kariera

#### 2009–2011: początki kariery i międzynarodowa rozpoznawalność
Jesús Segovia Pérez od początku swojej kariery muzycznej posługiwał się pseudonimem Xuso Jones. Piosenkarz potrafi grać na fortepianie i gitarze; na tej drugiej nauczył się grać przy pomocy Internetu, oglądając filmy umieszczane w serwisie YouTube. W lutym 2009 roku umieścił tam swoją pierwszą autorską piosenkę – „Dime cuando volveras”. W ciągu kolejnych miesięcy umieszczał nagrania swoich wersji utworów takich wykonawców, jak m.in. Jason Derulo („Whatcha Say”, „Ridin’ Solo”, „It Girl”), Alicia Keys („No One”), Rihanna („What’s My Name?” i „We Found Love”) czy Jessie J („Price Tag”).
26 maja 2011 roku Xuso Jones opublikował w serwisie YouTube krótki film zatytułowany Cantando el pedido en McAuto, na którym w śpiewający sposób składał zamówienie przez McDrive w restauracji McDonald’s. Nagranie stało się hitem w sieci i zapewniło piosenkarzowi rozpoznawalność. Niedługo potem wziął udział w kampanii reklamowej restauracji.

#### 2012–2013:Part I

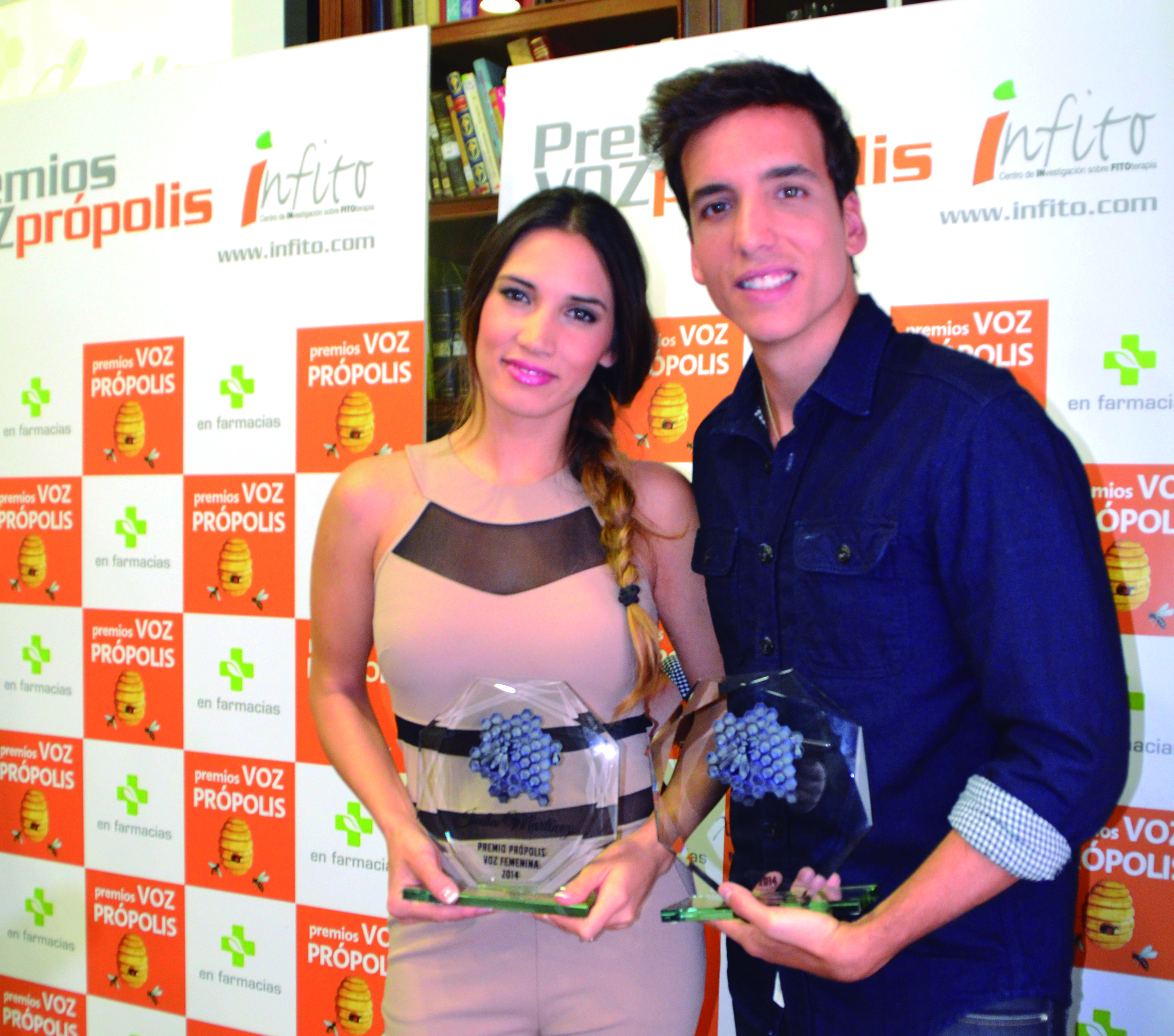
Xuso Jones i India Martínez, styczeń 2015

Po nagraniu kampanii reklamowej dla McDonald’s Xuso Jones wyjechał do Los Angeles, gdzie nagrał trzy single, w tym m.in. „Buy the DJ a Round” i „Celebrating Life”. Pierwszy z nich zadebiutował na siedemnastym miejscu krajowej listy przebojów. Oba single pojawiły się na debiutanckim albumie studyjnym piosenkarza zatytułowanym Part I, który ukazał się w 2013 roku. Płyta zadebiutowała na 18. miejscu listy najczęściej kupowanych płyt w kraju. Ostatnim singlem promującym album był utwór „Turn On the Radio”, który zadebiutował na 38. miejscu krajowej listy przebojów.
W 2013 roku Xuso Jones wystąpił jako support na koncertach Seleny Gomez i Justina Biebera w Hiszpanii. W tym samym roku wydał nowy singel – „Megaphone”, który zadebiutował na czterdziestym pierwszym miejscu krajowej listy przebojów. Od 24 października 2013 do 6 marca 2014 roku występował w trzeciej edycji programu Tu cara me suena (w Polsce znanego jako Twoja twarz brzmi znajomo), w którym zajął ostatecznie trzecie miejsce po zdobyciu 697 punktów. W trakcie programu wcielił się w takich wykonawców, jak m.in. Bruno Mars, Robbie Williams, Adele, Adam Levine, Britney Spears, Justin Bieber, Bernardo J. Vázquez i Chayanne. Wcielenie się w postaci dwóch ostatnich artystów pozwoliło piosenkarzowi zwyciężyć w odcinkach.

#### Od 2014:Vuela
2 grudnia 2014 roku premierę miał pierwszy singel Xuso Jonesa nagrany w języku katalońskim – „Todo lo que tengo”. Pięć dni po wydaniu utwór zadebiutował na 20. miejscu hiszpańskiej listy przebojów. W maju 2015 roku premierę miała jego druga płyta studyjna zatytułowana Vuela. Album zadebiutował na 13. miejscu listy najczęściej kupowanych płyt w kraju. Oprócz utworu „Todo lo que tengo” na płycie pojawił się także drugi singel – „Somos” – którego remiks znalazł się na oficjalnej ścieżce dźwiękowej filmu Pitch Perfect II (hiszp. Dando la nota – aún más alto).
Pod koniec grudnia 2015 roku hiszpańska telewizja TVE ogłosiła, że Xuso Jones został zakwalifikowany do krajowych eliminacji eurowizyjnych Objetivo Eurovisión z utworem „Victorious”. Singel zadebiutował na 18. miejscu krajowej listy przebojów. 1 lutego 2016 roku piosenkarz wystąpił w finale selekcji i zajął ostatecznie 2. miejsce, przegrywając jedynie z Barei. 5 maja premierę miała jego pierwsza nowela zatytułowana El Amor empieza después del café, która została wydana przez dom wydawniczy Montena. W tym samym miesiącu był jednym z członków hiszpańskiej komisji jurorskiej oceniającej występy uczestników 61. Konkursu Piosenki Eurowizji organizowanego w Sztokholmie.

## Dyskografia

### Albumy studyjne
- Part I (2013)
- Vuela (2015)